# Twillingate
Twillingate è un comune del Canada, situato nella provincia di Terranova e Labrador, nella divisione No. 8. Twillingate è un tradizionale villaggio di pescatori storico di Terranova, situato sulla costa di Kittiwake, la costa settentrionale di Terranova. Isole Twillingate ed è anche conosciuta come la capitale mondiale dell'iceberg. Il faro di Long Point che si trova qui è popolare tra i turisti per guardare gli iceberg.